# Joe Dante
Joe Dante   (Morristown, 28 de novembre de 1946) és un director i productor estatunidenc de pel·lícules amb contingut humorístic i de ciència-ficció. Entre les seves pel·lícules destaquen Piranya (1978) i Udols (1981), ambdues escrites per John Sayles; Gremlins (1984), el seu primer gran èxit, i la seqüela Gremlins 2: la nova generació (1990); El xip prodigiós (1987); Amazon Women on the Moon (1987); i Looney Tunes: de nou en acció (2003).

## Biografia
Joe Dante va començar la seva carrera treballant para Roger Corman, igual que Francis Ford Coppola i James Cameron. Va treballar com a editor en pel·lícules com Grand Theft Auto abans de co-dirigir Hollywood Boulevard amb Allan Arkush. El seu primer llargmetratge, Piranya, va ser estrenat en 1978. Després de l'estrena d'Udols, va ser avisat per Steven Spielberg i va dirigir el tercer segment de Twilight Zone: The Movie per a ell. El seu primer gran èxit, Gremlins, que va ser produït per Steven Spielberg, va ser estrenat en 1984. Dante treballaria amb Spielberg novament en El xip prodigiós i Gremlins 2: la nova generació. Les seves pel·lícules són conegudes per les seves bromes internes i efectes especials.
Després d'una laboriosa recerca de finançament, Dante arriba a treure el 1993 el seu primer projecte personal, Panic a Florida Beach, homenatge a les pel·lícules de sèrie B. i Orgy Movies de la seva joventut. A continuació, el 1994, és convidat a actuar en A Century of Cinema, de Caroline Thomas on tots els que han escrit la història del setè art són convidats. El 1997 Spielberg i Dreamworks li proposen la realització d'un llargmetratge promocional per joguines i fast-food, Small Soldiers. Dante no ha realitzat cap pel·lícula de cinema des de fa cinc anys, però accepta. Però aquesta pel·lícula és novament un pols entre Dante i els productors, entre ells Spielberg. El fracàs comercial de la pel·lícula a la seva estrena el 10 de juliol de 1998 margina una mica més Joe Dante a Hollywood. No obstant això, a Dante, gran enamorat dels cartoons de Chuck Jones, se li confia per la Warner l'any 2003 Els Looney Tunes passen a l'acció. Durant aquest període, de 1990 a 2003, Joe Dante realitza publicitat, episodis de la sèrie i telefilms, entre els Quasi La Segona Guerra de Secessió per la cadena HBO l'any 1997. El 2009 
li costa muntar el projecte "The Hole", no obstant això precursora del 3D, la pel·lícula no sortirà en sales. El 2011, anuncia en la seva visita a França al Festival Internacional de cinema d'Amiens que està buscant finançament a Europa (i a França principalment) per un nou projecte de l'home llop i vampirs titulat llavors "Monster Love". Paral·lelament participa en el desenvolupament d'una de les parts de la pel·lícula Fear Paris realitzada en col·laboració amb Paco Plaza, Christopher Smith i Christian Alvart, l'estrena estava prevista l'any 2013, però la pel·lícula es fa esperar.
L'any 2005 va dirigir un capítol de Masters of Horror anomenat "Homecoming" que va aconseguir l'esment especial del jurat del festival de cinema de Sitges en el 2006 així com el premi al millor guió.
El 2014, Joe Dante presenta al Festival de Venècia la seva nova pel·lícula Burying_the_Ex Burying, a història d'un jove que veu la seva ex tornar d'entre els morts. Novament, la pel·lícula no surt en sales, sinó directament en vídeo l'estiu del 2015.

## Filmografia
Les seves pel·lícules més destacades són:

### Llargmetratges
- 1966-1975 : The Movie Orgy, codirigida amb Jon Davison
- 1976 : Hollywood Boulevard, codirigida amb Allan Arkush
- 1978 : Piranhas (Piranha)
- 1981 : Udols (The Howling)
- 1984 : Gremlins
- 1985 : Exploradors (Explorers)
- 1987 : El xip prodigiós (Innerspace)
- 1989 : The 'burbs
- 1990 : Gremlins 2: la nova generació (Gremlins 2: The New Batch)
- 1993 : Matinée
- 1998 : Small Soldiers
- 2003 : Looney Tunes: De nou en acció
- 2009 : The Hole
- 2014 : Burying the Ex

### Telefilms
- 1994 : Runaway Daughters
- 1997 : The Osiris Chronicles
- 1998 : The Segon Civil War

### Curts
- 1983 : Twiling Zone the Movie, tercera  part
- 1987 : Amazon Women on the Moon, 5 parts
- 2006 : Trapped Ashes, segment Wraparound
- 2016: Fear París